# Sergio Berdichevsky
Sergio Iván Berdichevsky (Buenos Aires, Argentina; 27 de octubre de 1964) es un guitarrista y productor de heavy metal argentino, más conocido por su paso en Rata Blanca, actualmente es el guitarrista de la banda Entre el Cielo y el Infierno y War Pigs.

## Historia

### Comienzos
Sergio Berdichevsky comenzó en sus inicios formando una banda llamada Hallowen (banda escolar con Juanchi Baleiron de Los Pericos) fue en 1979 y mucho tiempo después hubo (hay) una banda internacional con ese mismo nombre, también tuvo una de las primeras bandas con las que tuvo repercusión fue W.C.

### Rata Blanca (1986 - 1997, 2012 - 2013)
Ingresa a Rata Blanca en 1986 de la mano de Gustavo Rowek. Con esta banda grabó seis discos de estudio y uno en vivo, en los que destacan la participación de grandes cantantes del rock nacional como Saul Blanch, Adrian Barilari, Mario Ian y Gabriel Marian. Rata Blanca se separa y en el 2000 vuelve a juntarse, tanto Gustavo Rowek como Sergio (Berdichevsky), desisten de participar, ya que están ocupados con un nuevo proyecto. Berdichevsky no fue reemplazado y Walter Giardino quedó como único guitarrista de la banda. En 2012 hace dos apariciones junto a Gustavo Rowek y Saúl Blanch como invitados de Rata Blanca. En 2013 confirman que en mayo de ese año participaran de una gira rememorando los discos Rata Blanca y El Libro Oculto. También hace presentaciones con la banda rememorando el disco Guerrero del Arco Iris.

### Nativo (1998 - 2011)
Tras la separación de Rata Blanca, Gustavo Rowek y Sergio Berdichevsky deciden formar una nueva banda. Para llevar a cabo este nuevo desafío convocan al bajista Javier Tumini y a Fernando "Carucha" Podestá. Es así que a mediados de 1998, queda formado Nativo En octubre de ese mismo año, son convocados como grupo invitado de Megadeth. Al año siguiente, lanzan su primer disco titulado Consumo. En el 2001 son convocados nuevamente para abrir los shows de dos bandas internacionales: Bad Religion y Biohazard, en el Estadio Obras y en el mes de octubre, los shows de Unión (banda liderada por el ex Kiss Bruce Kulick). Nativo ha compartido escenario con La Renga en dos oportunidades. Ese año también comienzan a darle forma a lo que será su segundo álbum, titulado Futuro. El mismo fue grabado en los estudios Galápagos, bajo la producción nuevamente de Rowek y Berdichevsky pero, en esta ocasión, editado a través de Fogón Records. Fueron invitado para abrir el show que la banda internacional Red Hot Chili Peppers con gran éxito y repercusión. En el 2003 lanzan al mercado su tercer disco bajo el nombre de Vos También. Con dicha trayectoria, también compartió escenario con los Red Hot Chili Peppers, Timmy O'Tool, Hipnosis, Cadena Perpetua, Infierno 18, Massacre, Cabezones, Attaque 77, O'Connor, A.N.I.M.A.L, Cruel Adicción, entre otras. A comienzos del 2005, después de seis buenos años junto a Nativo, la banda deciden emprender diferentes caminos. La banda lanza su cuarta producción discográfica, titulada ¡Y QUE! marcando un profundo cambio en el rumbo musical, y manteniendo el sonido potente y preciso de la banda, el nuevo material mezcla letras introspectivas con nuevas texturas, que sumadas a su fuerza característica confluyen en un disco homogéneo y explosivo, que la banda deja de manifiesto en cada presentación. A través de ¡Y QUE!, vuelven a romper los estándares del género y apuesta a un sonido más roquero, sin dejar de lado también lo melódico y por primera vez incorporan un piano a sus composiciones.

### IAN  (2006 - 2012)
IAN inicialmente comenzó como el proyecto solista de una de las voces más legendarias e importantes del heavy metal sudamericano, a quien se sumaron rápidamente verdaderas y reconocidas leyendas de la escena. De esta manera IAN mantiene su nombre original, y se constituye como una banda atípica integrada por el cantante Mario Ian (Alakrán, Hellion, Rata Blanca, Devenir) Gustavo Rowek (V8, Rata Blanca, Nativo), Sergio Berdichevsky (Rata Blanca, Nativo) Hernán Cotelo (Animal, Virtual) y José Velocet (Velocet).
Juntos dieron a luz el disco “En Tiempos de Redención” siendo su lanzamiento oficial en el 2007. Este álbum, de excelente perfil sonoro, plagado de un poderío musical único, nos trae un fuerte mensaje para estos "tiempos de redención”. De ahí la frase que resume en su nombre.
Luego de un año de intenso trabajo y presentación por toda Argentina y Latinoamérica, se incorpora como nuevo bajista Germán García (Irreal) quien realiza su presentación oficial en Capital federal, en reemplazo de Hernán Cotelo dando comienzo a esta nueva etapa. Sus shows en vivo, de gran energía escénica, se destaca por la solidez y originalidad de la voz de Mario Ian, elogiada y reconocida como una de las más influyentes del género, el poderío rítmico e instrumental liderado por Rowek y Berdichevsky, y el apoyo musical del resto de sus integrantes, gana día a día mayor cantidad de adeptos. Además de continuar presentando los temas del disco debut, interpretan también canciones que grabaron juntos en "Entre el Cielo y el Infierno", considerado uno de los mejores discos de Rata Blanca. En el 2012 y luego de grabar la segunda placa titulada "Nuevo Orden" Berdichevsky y Rowek se desvinculan del proyecto.

### Rowek
En el 2011 su inseparable compañero Gustavo Rowek lo convocó para tomar el puesto de guitarrista en su banda solista. Desde entonces han editado dos trabajos, Grita (2012) y Redes (2016).

## Curiosidades
- Berdichevsky es conocido también como "Termita", en parte debido a su especial gusto al amargo serrano.
- Es vegetariano.
- Su guitarra predilecta es la Gibson Les Paul.
- Durante toda su carrera se ha caracterizado por ser muy activo en el escenario y disfrutar mucho los recitales.
- Su entrada a Rata Blanca se dio a través de Gustavo Rowek.
- Los quince discos que ha grabado con las cuatro bandas a las que ha pertenecido tienen por baterista a Gustavo Rowek.
- Berdichevsky fue quien insistió para que Guillermo Sánchez† y Gabriel Marian entraran a Rata Blanca.

## Discografía

### ConRata Blanca
- Rata Blanca (1988)
- Magos, Espadas y Rosas (1990)
- Guerrero del Arco Iris (1991)
- El Libro Oculto (1993)
- Entre el cielo y el infierno (1994)
- En vivo en Buenos Aires (en vivo, con la Orquesta de Cámara Solistas Bach) - 1996
- Rata Blanca VII (1997)

### ConNativo
- Consumo (1999)
- Futuro (2001)
- Vos También (2003)
- ¡Y Que! (2008)

### ConIan
- En Tiempos de Redención (2006)
- Nuevo Orden (2012)

### ConRowek
- Grita (2012)
- Redes (2016)